# Вінстон Сантос
Вінстон Са́нтос Фуентес (ісп. Winston Santos Fuentes; нар. 5 березня 1963, Каракас) — венесуельський борець греко-римського та вільного стилів, срібний та дворазовий бронзовий призер Панамериканських чемпіонатів, срібний та бронзовий призер Панамериканських ігор, срібний призер Центральноамериканських і Карибських ігор, учасник Олімпійських ігор. Усіх основних успіхів досяг у греко-римській боротьбі.

## Життєпис
Боротьбою почав займатися з 1975 року.
Виступає за борцівський клуб DF Каракас. Тренер — Константин Александру.

## Спортивні результати на міжнародних змаганнях

### Виступи на Олімпіадах
| Змагання                    | Збірна    | Вагова категорія                 | Місце |
| --------------------------- | --------- | -------------------------------- | ----- |
| Літні Олімпійські ігри 1996 | Венесуела | греко-римська боротьба, до 62 кг | 19    |

### Виступи на Чемпіонатах світу
| Змагання                        | Збірна    | Вагова категорія                 | Місце |
| ------------------------------- | --------- | -------------------------------- | ----- |
| Чемпіонат світу з боротьби 1995 | Венесуела | греко-римська боротьба, до 62 кг | 17    |
| Чемпіонат світу з боротьби 1997 | Венесуела | греко-римська боротьба, до 63 кг | 25    |

### Виступи на Панамериканських чемпіонатах
| Змагання                                   | Збірна    | Вагова категорія                 | Місце  |
| ------------------------------------------ | --------- | -------------------------------- | ------ |
| Панамериканський чемпіонат з боротьби 1991 | Венесуела | греко-римська боротьба, до 62 кг | Бронза |
| Панамериканський чемпіонат з боротьби 1992 | Венесуела | греко-римська боротьба, до 62 кг | 4      |
| Панамериканський чемпіонат з боротьби 1993 | Венесуела | греко-римська боротьба, до 62 кг | Срібло |
| Панамериканський чемпіонат з боротьби 1997 | Венесуела | греко-римська боротьба, до 63 кг | Бронза |

### Виступи на Панамериканських іграх
| Змагання                  | Збірна    | Вагова категорія                 | Місце  |
| ------------------------- | --------- | -------------------------------- | ------ |
| Панамериканські ігри 1991 | Венесуела | вільна боротьба, до 62 кг        | 7      |
| Панамериканські ігри 1991 | Венесуела | греко-римська боротьба, до 62 кг | Бронза |
| Панамериканські ігри 1995 | Венесуела | греко-римська боротьба, до 62 кг | Срібло |

### Виступи на Центральноамериканських і Карибських іграх
| Змагання                                     | Збірна    | Вагова категорія                 | Місце  |
| -------------------------------------------- | --------- | -------------------------------- | ------ |
| Центральноамериканські і Карибські ігри 1986 | Венесуела | греко-римська боротьба, до 62 кг | 6      |
| Центральноамериканські і Карибські ігри 1993 | Венесуела | греко-римська боротьба, до 62 кг | Срібло |

### Виступи на інших змаганнях
| Змагання                                                             | Збірна    | Вагова категорія                 | Місце  |
| -------------------------------------------------------------------- | --------- | -------------------------------- | ------ |
| Панамериканський Олімпійський кваліфікаційний турнір з боротьби 1996 | Венесуела | греко-римська боротьба, до 62 кг | Срібло |

### Виступи на змаганнях молодших вікових груп
| Змагання                                      | Збірна    | Вагова категорія                 | Місце |
| --------------------------------------------- | --------- | -------------------------------- | ----- |
| Чемпіонат світу з боротьби серед юніорів 1980 | Венесуела | вільна боротьба, до 55 кг        | 6     |
| Чемпіонат світу з боротьби серед юніорів 1980 | Венесуела | греко-римська боротьба, до 55 кг | 5     |